# Preikestolhytta

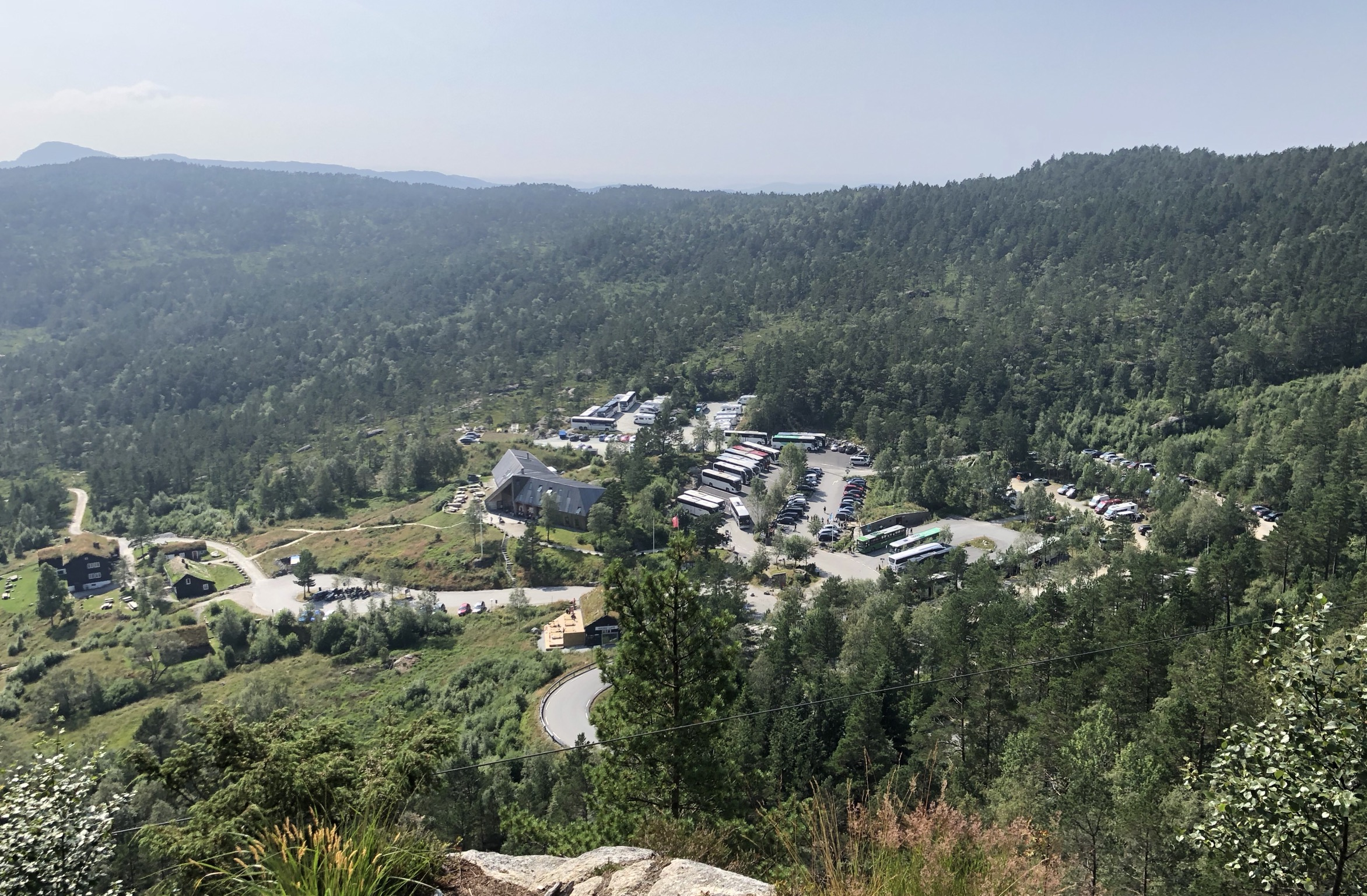
Preikestolhytta, Blick vom Wanderweg zum Preikestolen, 2019

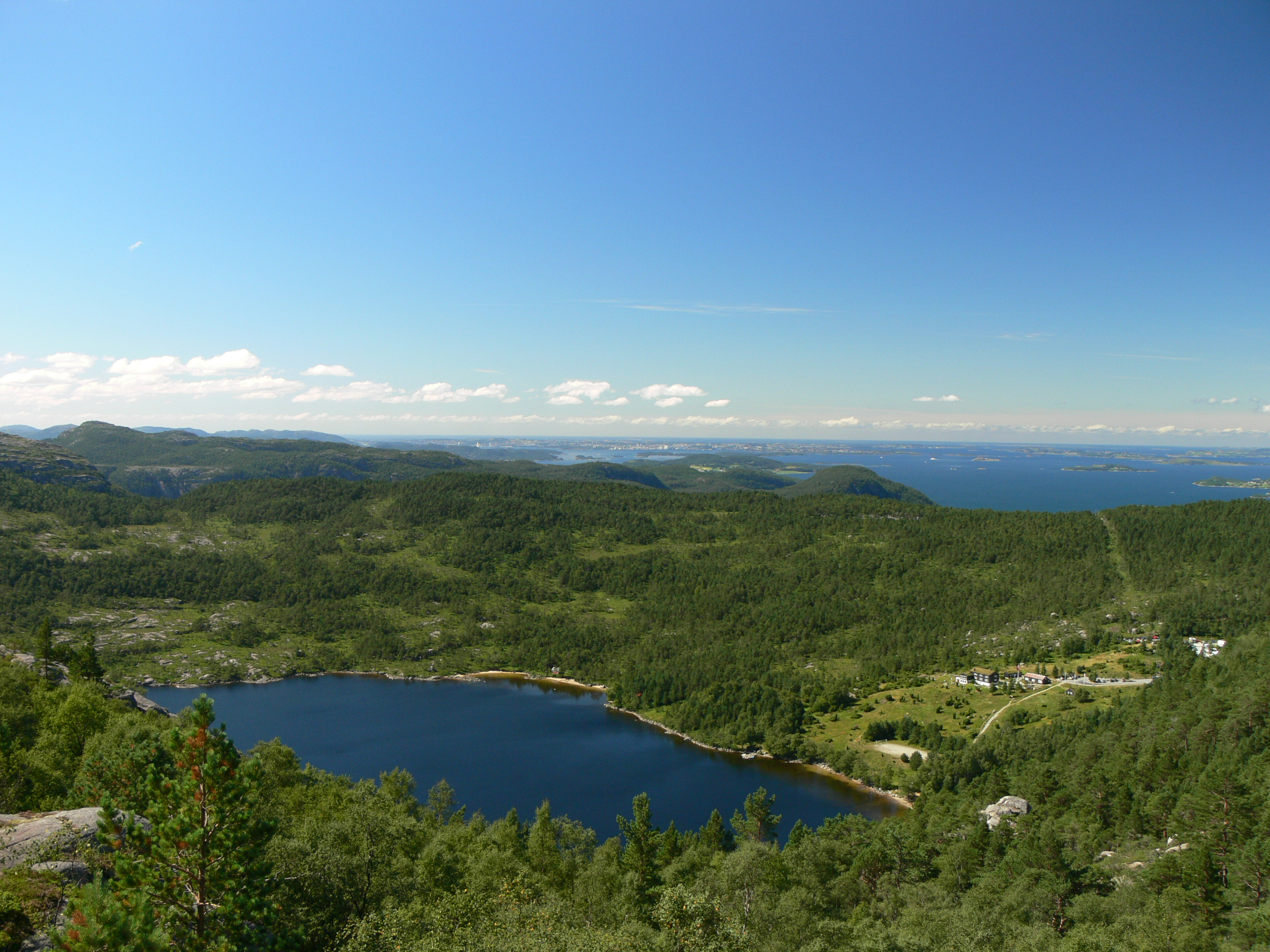
Blick auf See und Gebäude (rechts), 2006

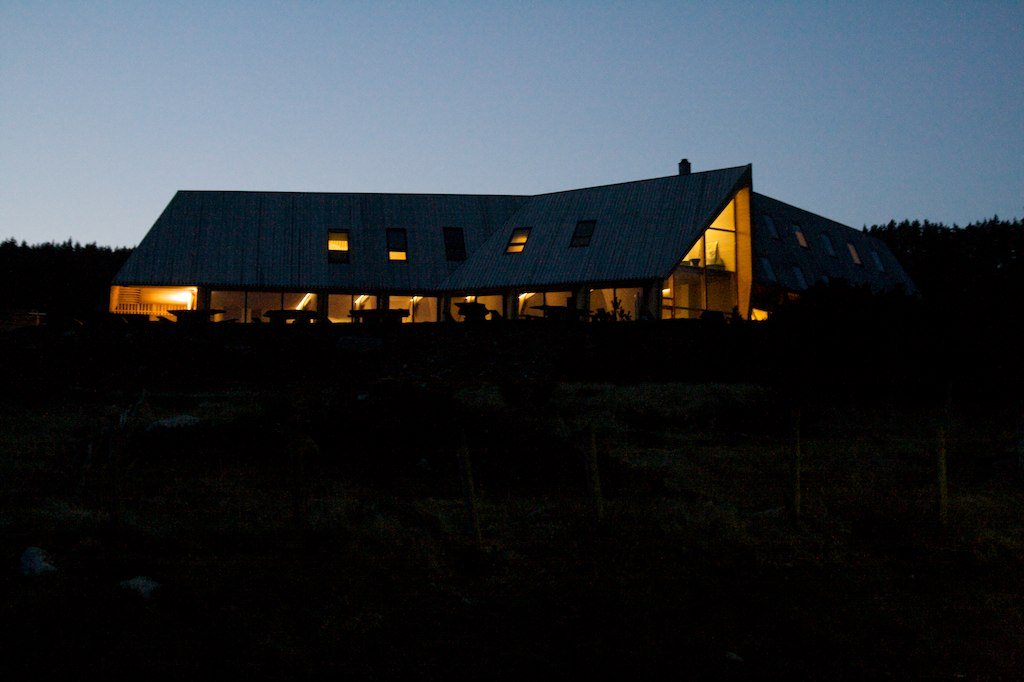
Neubau, 2009

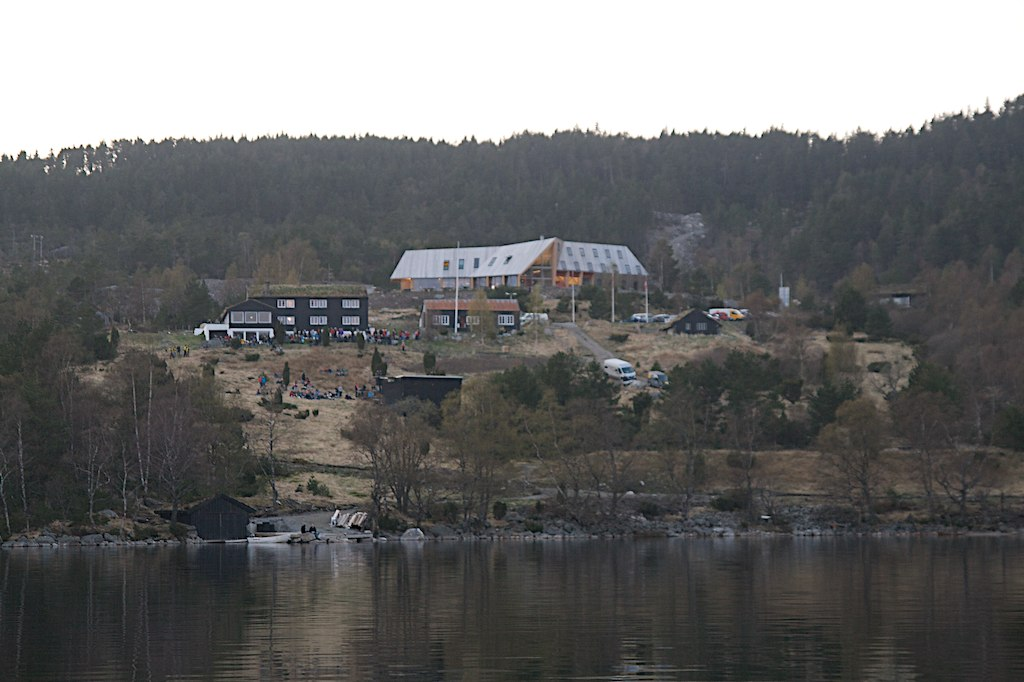
Blick vom See, 2009

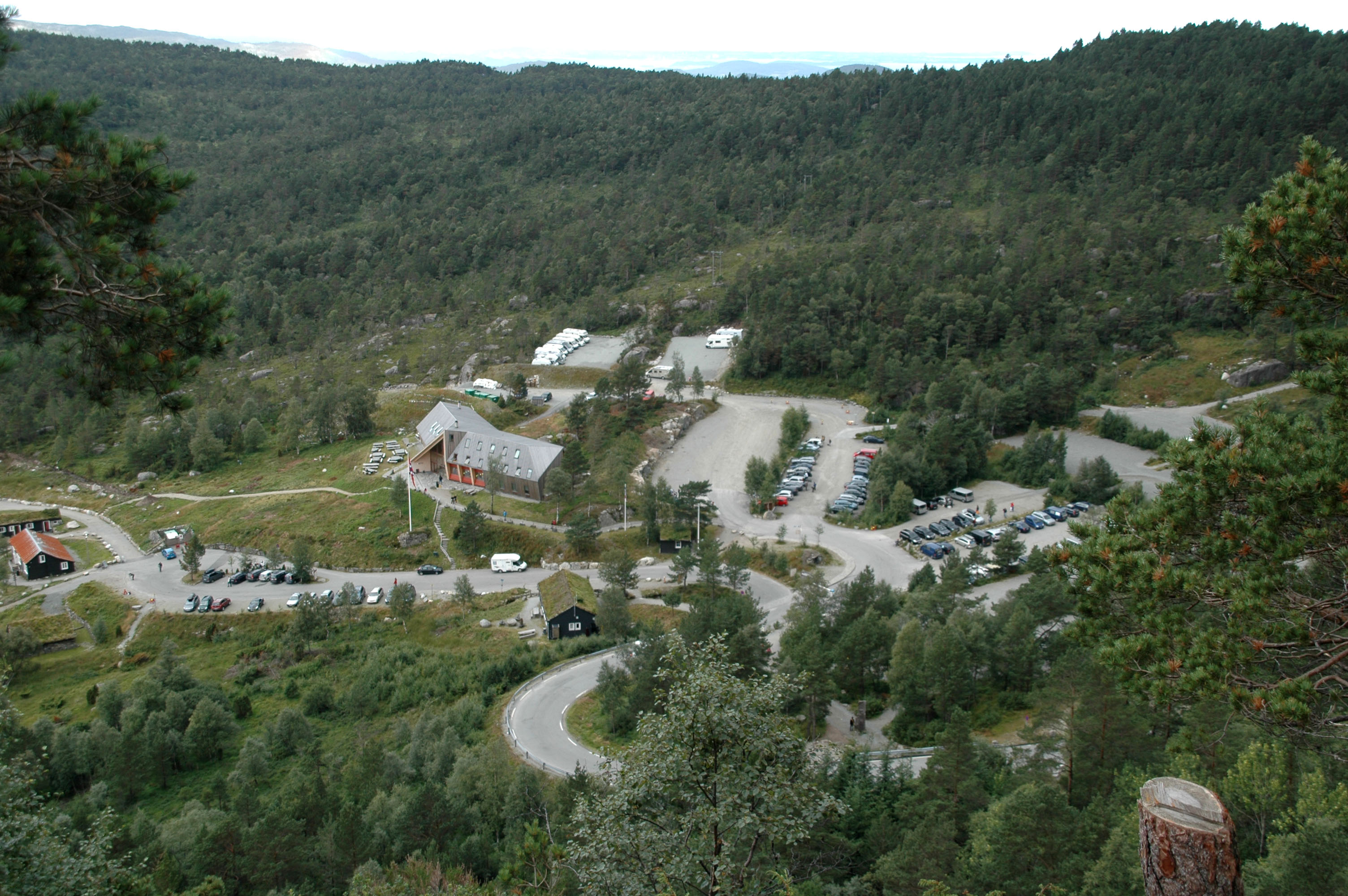
2010

Preikestolhytta ist eine Berghütte in der Kommune Strand im Fylke Rogaland in Norwegen.

## Lage
Sie ist Ausgangspunkt des zum bekannten Preikestolen führenden Wanderwegs und bietet touristische und gastronomische Leistungen sowie Beherbergungsmöglichkeiten. Auf einem zur Anlage gehörenden Großparkplatz werden insbesondere Busse geparkt, mit denen im Zuge des Massentourismus Touristen zum Preikestolen-Wanderweg gebracht werden. Außerdem bestehen Wanderwege zu weiteren Zielen wie dem Moslifjellet und dem Gryteknuten.
Die Preikestolhytta liegt in einer Höhe von etwa 280 Metern am Nordende oberhalb des Sees Revsvatnet. Sie ist über eine etwa sechs Kilometer lange Straße mit dem Riksvei 13 verbunden. 

## Geschichte
Preikestolhytta wurde 1949 in der Nähe des alten Bauernhofes Vatne errichtet. Im Jahr 2008 entstand ein aus Holz errichteter umfangreicher Neubau, der im November 2008 eingeweiht wurde. Bauherr war der Stavanger Tourismusverband, der Entwurf stammte vom Architekturbüro Helen & Hard aus Stavanger. Im Jahr 2009 wurde das Projekt mit dem Statens byggeskikkpris ausgezeichnet. Neben einem Café, entstanden ein Restaurant und ein Konferenzraum, sowie eine Ausstellung zum Thema Tourismus in der Region Ryfylke, die mit dem Ryfylkemuseet erarbeitet wurde.